# Egbert (biskup Yorku)
Egbert Eating, Ecgberht, Ecgberht, Ecgbriht, Hechbertus (zm. 19 listopada 766) – ostatni biskup i pierwszy arcybiskup Yorku w VIII wieku.

## Pochodzenie
Egbert pochodził z arystokratycznego rodu Leodwaldingów, wywodzących swoje pochodzenie od założyciela nortumbryjskiej dynastii panującej, Idy z Bernicji. Jego ojcem był Eata, dlatego Egbert nazywany jest Eatingiem.

## Życiorys
Egbert był uczniem Bedy Czcigodnego. Karierę w kościele Nortumbrii rozpoczął od pielgrzymki do Rzymu, w którą wyruszył wraz ze swoim bratem Egredem. W czasie pobytu w Rzymie, został wyświęcony na diakona. Powrócił do kraju po śmierci Egreda.
Przynależność Egberta do rodziny królewskiej zapewniła mu szybki awans w kościelnej hierarchii. W 732 roku jego kuzyn, Ceolwulf, król Nortumbrii mianował go na stanowisko biskupa Yorku. Założył w Yorku szkołę. Jej najsłynniejszym wychowankiem był Alkuin, który jako dziecko został oddany w opiekę Egbertowi. W 735 roku papież Grzegorz III przysłał mu paliusz, symbol władzy arcybiskupiej. Dwa lata później Ceolwulf abdykował i przekazał władzę bratu Egberta, Eadbertowi.
W tym czasie Eadbert podjął próbę odebrania części dóbr królewskich podarowanych przez swoich poprzedników kościołowi. Stało się to koniecznością, gdyż możni nortumbryjczycy fundowali kolejne klasztory tylko po to, by uzyskać dla nich ziemie z dóbr królewskich na uprzywilejowanych zasadach wprowadzonych na synodzie w Whitby, tzw. bookland. Darowizna taka przechodziła na stałą własność, podczas gdy nadania królewskie dla osób świeckich dokonywane były jedynie na czas ich życia. Istniało też przekonanie, że ród ma prawo do majątku nadanego jednemu ze swych członków, niezależnie od tego, czy był on osobą świecką czy duchowną. W połączeniu dawało to szlachcie Nortumbrii doskonały pretekst do wzbogacania się kosztem dóbr królewskich. Na praktyki te zwraca uwagę Beda w swym liście do biskupa Egberta.
W 757 roku Eadbert odebrał trzy dobra klasztorne (Stonegrave, Coxwold oraz Donæmuthe) opatowi Forthredowi i podarował je jego bratu Mollowi (prawdopodobnie rządził on później Nortumbrią jako Etelwald Moll). Działania te poparł również Egbert. Forthred interweniował u papieża Pawła I, który nakazał zwrot zawłaszczonego majątku i zabronił przekazywania dóbr kościelnych w świeckie ręce. Egbert napisał wówczas Dialogus institutionis ecclesiasticae – rodzaj kodeksu prawnego dla duchownieństwa, określający zasady, jakimi powinni się kierować w kontaktach ze społeczeństwem.
Egbert cieszył się autorytetem nie tylko w Nortumbrii. Święty Bonifacy przysłał do niego list z prośbą o wsparcie przeciw Etelbaldowi z Mercji.
Egbert zmarł 19 listopada 766 roku. Pochowano go w katedrze York Minster.